# Animación limitada

Gif animado que muestra un personaje webcomic estilo anime.

La animación limitada es una técnica de animación que simplifica los movimientos, descomponiéndolos en varios niveles. Este sistema permite acortar los tiempos y costos de producción de una serie animada. La animación limitada permite el uso de dibujos realistas, arte abstracto y simbolismos para crear movimientos limitados que tienen el mismo efecto narrativo que una producción de animación total.

## Proceso
El proceso de animación limitada permite duplicar celdas de animación, dando como resultado un bajo número de cuadros por segundo separados. Si los fotogramas por segundo de una película en cine son 24 (en PAL 25 y en NTSC 30), las animaciones poseen movimientos con 12, 8 o incluso 6 cuadros por segundo. El reducido número de imágenes por segundo causa intermitencia, o movimiento "desigual", que es muy distinto a la animación de la mayoría de las películas o series de TV con animación completa.
Las técnicas que se usan para la producción masiva de dibujos animados a un bajo precio son:
- Las celdas y secuencias de celdas de animación son usadas y re-usadas repetidas veces. Los animadores solo tienen que dibujar a un personaje caminando solo una vez.
- Se reutilizan ciclos de animación.
- Los personajes son descompuestos en varios niveles. Solo se animan porciones del personaje, como la boca o los brazos, de modo que cada uno de estos elementos son animados en niveles distintos.
- Los elementos visuales van en conjunto con los elementos de audio. El humor verbal y el talento de voz son los factores más importantes para poder darle emoción a la caricatura.

## Ejemplos
Algunos dibujos animados que han hecho un buen uso de la animación limitada son: Gerald McBoing Boing, Mr. Magoo, El Show de Rocky y Bullwinkle o Los Picapiedra. El anime japonés utiliza una técnica mixta de animación completa con animación limitada, utilizando la limitada en aquellas escenas con diálogos donde los personajes permanecen estáticos con leves movimientos de pelo o ropa en ciclo y en las escenas donde los personajes realizan acciones graciosas, mientras la animación total la utilizan en aquellas escenas donde hay una narrativa más rápida como, por ejemplo, peleas, persecuciones, explosiones, etc.